# Jaak Uudmäe
Jaak Uudmäe, né le 3 septembre 1954 à Tallinn, est un athlète estonien qui concourait pour l'Union soviétique en triple saut.
Jaak Uudmäe est resté dans l'histoire comme le triple sauteur qui, aux Jeux olympiques d'été de 1980 à Moscou, a empêché son compatriote Viktor Saneïev de remporter une quatrième médaille d'or.

## Palmarès

### Jeux olympiques d'été
- Jeux olympiques d'été de 1980 à Moscou (URSS)
  -  Médaille d'or au triple saut

### Championnats d'Europe d'athlétisme en salle
- Championnats d'Europe d'athlétisme en salle de 1977 à Saint-Sébastien (Espagne)
  -  Médaille d'argent au triple saut
- Championnats d'Europe d'athlétisme en salle de 1979 à Vienne (Autriche)
  -  Médaille de bronze au triple saut
- Championnats d'Europe d'athlétisme en salle de 1980 à Sindelfingen (Allemagne})
  -  Médaille d'argent au triple saut
- Championnats d'Europe d'athlétisme en salle de 1983 à Budapest (Hongrie)
  - 5e au triple saut